# せどり男爵数奇譚
『せどり男爵数奇譚』（せどりだんしゃくすうきたん）は、梶山季之の連作短編小説。古書の「せどり」という転売の手法を扱う経済小説（業界小説）。ミステリとしての要素も強い。
『オール讀物』1974年（昭和49年）1月号 - 6月号に連載。

## 内容
「せどり（背取、競取）」とは、古書業界の用語で、安く買った珍品の本を他の店に転売することを業とする人もしくは行為を言う。「せどり男爵」の異名をとる笠井菊哉氏が本をめぐる事件に遭遇する連作集。

## 収録作品
各話のサブタイトルは麻雀の役に因む。
1. 色模様一気通貫 - 私と「せどり男爵」こと笠井との出会いを描く。
2. 半狂乱三色同順 - 笠井の「せどり」修行話。
3. 春朧夜嶺上開花 - 古書蒐集家の偏執症ぶりが語られる。
4. 桜満開十三不塔
5. 五月晴九連宝燈
6. 水無月十三么九[2]

## 登場人物
笠井菊哉
「せどり男爵」として知られる古書収集家。横浜で古本屋を経営している。戦前は本物の男爵家当主だった。五十代で独身。
ジン、ウオツカ、焼酎などの透明な酒のみを使った、一見ただの水のように見える「セドリー・カクテル」を自ら考案し、愛飲している。
私
小説家。「せどり男爵」こと笠井から古書にまつわる事件や背景を聞き出す。若いころにアルバイトのバーテンとして働いていた際、初めて「せどり男爵」と出会った。
南順之助
笠井の師匠だった老人。作中では回想で語られる。
南夫人
順之助老人の年下の妻。笠井を夫婦で可愛がっていた。

## 登場する奇書
- 寛文版『京すずめ』
- 光悦本『謡曲百番』
- 荷風『ふらんす物語』初版本
- テオドル・ルーズベルト大統領の3冊の蔵書
- シェイクスピアの初版本『フォリオ』
- キリシタン版『コンペンジューム・スピリチュアリス・ドチェリーネン（精神修行の要領）』[4]
- ロンドンで出版された『姦淫聖書』
- 人皮装丁本

## 書誌
- 『せどり男爵数奇譚』桃源社、1974年。
- 『せどり男爵数奇譚』集英社〈コンパクト・ブックス〉、1976年。
- 『せどり男爵数奇譚』河出書房新社〈河出文庫〉、1983年2月。
- 『せどり男爵数奇譚』夏目書房、1995年6月。ISBN 4-7952-5784-1。
- 『せどり男爵数奇譚』筑摩書房〈ちくま文庫〉、2000年6月。ISBN 4-480-03567-2。

## その他
- 本作は、三上延著『ビブリア古書堂の事件手帖』（2011年）[5]、黒谷知也著『書店員 波山個間子』、米澤穂信著『米澤屋書店』などで取り上げられている。